# Nicolas Alberny
Nicolas Alberny (Sant Cebrià de Rosselló, 1977) és un realitzador, guionista i compositor nord-català que estudià cinema a la universitat de Montpeller. A banda de la seva tasca en el món del cinema, també ha compost cançons per als conjunts Groove gate Soul Band (amb qui també ha actuat) i Les Farfade.

## Filmografia

### Director
- Helium Killer (1999), curtmetratge
- Avis de tempête (2002), curt
- Forgotten King Kong (2004), curt
- 100 Précédents (2005), curt
- 8th Wonderland (2009), codirigida amb Jean Mach

### Compositor
- Helium Killer (1999)
- Avis de tempête (2002)
- 100 Précédents (2005)
- Par l'odeur alléché (2004), de Jean Mach
- L'enterrement des rats (2007), de Yann Moreau
- 8th Wonderland (2009)

### Guionista
- Helium Killer (1999)
- Avis de tempête (2002)
- 100 Précédents (2005)
- 8th Wonderland (2009)

### Altres comeses
- Avis de tempête (2002), decorats, departament artístic i guió il·lustrat